# Чорниця Павло Олександрович
Чорниця (Чорницин) Павло Олександрович (? — 1919, Біла Церква, УНР) — український військовий діяч часів національно-визвольних змагань 1917—1921 рр.

## Життєпис
Походив з Катеринославщини, де організував перші загони Вільного козацтва. Був отаманом 2-го Чорноморського кінного полку. Брав участь у відбитті більшовицького наступу грудні 1918-січні 1919 р. Загинув у січні 1919 р. Похований біля Спасо-Преображенського собору у Білій Церкві. На його честь було переменовано військовий загін, яким він керував.